# Asa Roos
Asa Roos (Helsingborg, 17 aprile 1966) è un'ex cestista svedese.

## Carriera
Con la Svezia ha disputato i Campionati europei del 1987.